# Schismus inermis
Schismus inermis là một loài thực vật có hoa trong họ Hòa thảo. Loài này được (Stapf) C.E.Hubb. miêu tả khoa học đầu tiên năm 1937.